# John Campbell, 2. Baronet (of Carrick Buoy)
Sir John Nicoll Robert Campbell, 2. Baronet KCH (* 25. Mai 1799 in Bimlipatam, Madras; † 1870) war ein britischer Diplomat.

## Leben
Er war der älteste Sohn von Elizabeth Pasley (1777–1842) und Robert Campbell (1771–1858).
1826 war er Captain der 2nd Madras Regiment of Light Cavalry der Madras Army, als er als Botschaftssekretär zweiter Klasse an die Botschaft in Teheran unter John Macdonald Kinneir entsandt wurde.
Von 1826 bis 1828 war er im Russisch-Persischen Krieg Verbindungsoffizier von Kinneir zu Abbas Mirza, dem Oberbefehlshaber der persischen Armee und vermittelte bei Friedensverhandlungen mit dem russischen Zaren.
Zeitgenössische Quellen beschreiben ihn als eitel und schlecht gelaunt.
Als Kinneir im Juni 1830 starb, wurde Campbell Geschäftsträger.
Sein Vater wurde 1831 Vorsitzender der Direktoren der Britischen Ostindien-Kompanie und bekam am 30. September 1831 den erblichen Adelstitel Baronet, of Carrick Buoy in the County of Donegal, verliehen.
Mit seiner Zustimmung nahm 1831 eine britische Militäreinheit bei der Iranischen Armee an einer Expedition von Abbas Mirza zur Unterwerfung von Chorasan teil.
John Campbell wurde am 22. Dezember 1832 als Knight Commander des Hanoverian Guelphic Order geadelt und 1834 wurde er zum Generalkonsul und Bevollmächtigten von der britischen Regierung ernannt.
Er versuchte 1834 in Verhandlungen die persische Seite zu einer Öffnung von Handelswegen nach Trabzon und einem entsprechenden Handelsvertrag zu bewegen,
Die britische Seite forderte für dieses Handelsabkommen die Stationierung von Konsuln in Persien, woran die Verhandlungen scheiterten.
1831 äußerte er Zweifel an der Doktrin of The Great Game, dass Russland Britisch-Indien bedrohe.
1832 akzeptierte er die Vorstellung der russischen Bedrohung und dass Afghanistan zum Pufferstaat gestärkt werden müsse.
Abbas Mirza wurde von Mohammed Schah als Oberbefehlshaber in Täbris abgelöst.
Als Fath Ali Schah am 23. Oktober 1834 starb, marschierte eine britische Abteilung unter Campbell von Täbris mit dieser und für 30.000 Pfund Sterling angeworbenen Truppe nach Teheran und sicherte so die Thronfolge von Mohammed Schah, um etwa ähnlich lautenden Angeboten der Russen zuvorzukommen.
Beim Tod seines Vaters am 28. Februar 1858 erbte er dessen Adelstitel als 2. Baronet.
Aus seiner am 25. März 1828 geschlossenen Ehe mit Grace Elizabeth Bainbridge hatte er zwei Töchter und zwei Söhne, von denen ihn nur der jüngere Sohn Gilbert Edward Campbell (1838–1899) überlebte und 1870 als 3. Baronet beerbte.